# منطقة ماندلا
ماندلا رمزها «ML» (بالإنجليزية: Mandla)‏ ، هو تقسيم إداري لدولة الهند تتبع ولاية مدية برديش (بالإنجليزية: Madhya  Pradesh)‏ ، مركزها هو مدينة ماندلا (بالإنجليزية: Mandla)‏ عدد سكانها حسب تعداد سنة 2001 هو 893,908 ، مساحتها 5,805 كم² وكثافة السكان 154 لكل كم² .